# Wolter Wierbos/Diskografie

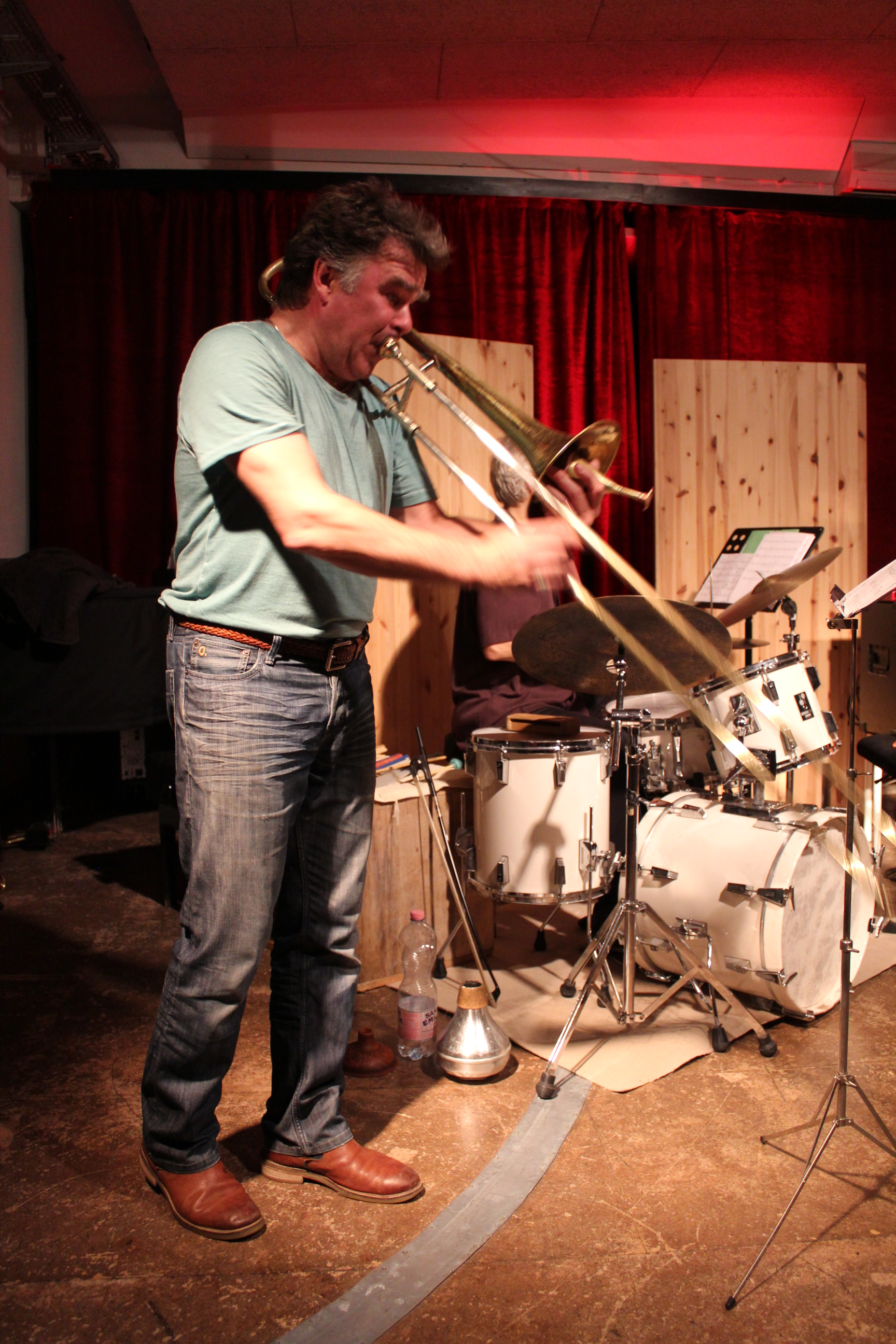
Wolter Wierbos bei einem Auftritt im Loft (Köln) (2013)

Diese Diskografie ist eine Übersicht über die veröffentlichten Tonträger des niederländischen Jazzposaunisten Wolter Wierbos. Sie dokumentiert – in der Regel sortiert nach dem Erscheinungsjahr – die Aufnahmen, zu denen neben den Produktionen unter eigenem Namen auch die zählen, an denen er beteiligt war; Kooperationen mit Musikern wie Maarten Altena, Carl Ludwig Hübsch, Frank Gratkowski und Gerry Hemingway und in Formationen wie dem ICP Orchestra um Misha Mengelberg/Han Bennink, der Bik Bent Braam (um Michiel Braam) und Available Jelly, u. a. mit Michael Moore. Alben des Podium-Trio sind den Veröffentlichungen unter eigenem Namen zugerechnet. Im Bereich des Jazz war er nach Tom Lord zwischen 1979 und 2015 an 142 Aufnahmesitzungen beteiligt.

## Alben unter eigenem Namen
- 1991: Wolter Wierbos/Paul van Kemenade/Jan Kuiper: Take One (Diskus)
- 1994: Wolter Wierbos/Paul van Kemenade/Jan Kuiper: Podium Trio and Guests (RN)
- 1994: Jamaaladeen Tacuma and Cornell Rochester Meet the Podium 3. Live in Köln (Timeless, mit Paul van Kemenade, Jan Kuiper)
- 1996: X Caliber (ICP)
- 1996: Wolter Wierbos/Paul van Kemenade/Jan Kuiper: Live at the Concertgebouw (VIA)
- 1997: Take One (Diskus)
- 1997: Wolter Wierbos/Paul van Kemenade/Jan Kuiper: Live in Montreal (Traction Avant, 1997, rec. 1986)
- 2002: Wierbos (Data, Solo-Aufnahmen 1982–2001)
- 2005: 3 Trombone Solos (Dolfijn)
- 2009: Deining (DolFijn Records; mit Ab Baars, Han Bennink, Wilbert de Joode, Mary Oliver und Franky Douglas, rec. 2006)
- 2016: Wolter Wierbos / Jasper Stadhouders / Tim Daisy : Sounds in a Garden (Relay)

## Mitwirkungen

### 1979–1989
- 1979: Harry de Wit: April ’79 (Bead)
- 1982: Maarten Altena Quartet: Veranda (Claxon)
- 1984: Maarten Altena Quartet: Miere (Nato)
- 1984: ICP Orchestra: Extension Red, White & Blue (Instant Composers Pool)
- 1984: Harry Miller Quintet: Down South (VARAJAZZ), mit Mark Charig, Han Bennink, Sean Bergin
- 1985: Maarten Altena Quartet: Rondedans (Claxon)
- 1985: Maarten Altena Octet & Nonet: Quick Step (Claxon)
- 1985: J. C. Tans & Rockets: A Rocket Symphony (BVHAAST, 1985), mit Sean Bergin, Ernst Glerum
- 1986: Ernst Glerum: New Movements in Jazz
- 1986: ICP Orchestra: Two Programs: The ICP Orchestra Performs Nichols – Monk (Instant Composers Pool, rec. 1984–1986)
- 1986: Theo Loevendie Quintet: Theo Loevendie Quintet (Varajazz)
- 1987: Maarten Altena Octet: Rif (Claxon, 1987)
- 1987: J.C. Tans + Rockets: Dance of the Tadpoles (BV Haast Records)
- 1988: Maarten Altena: Quotl (HatART)
- 1988: Cecil Taylor: Alms-Tiergarten (Spree): Cecil Taylor's European Orchestra (FMP)
- 1988: Sean Bergin and M.O.B.: Kids Mysteries (Nimbus West Records)
- 1989: Maarten Altena: Cities & Streets (HatART)
- 1989: Guus Janssen and His Orchestra: Dancing Series (Geestgronden), u. a. mit Paul Termos, Ernst Reijseger, Vincent Chancey, Ab Baars, Herb Robertson

### 1990–1999
- 1990: Maarten Altena: Code (HatART)
- 1990: Paul Termos Tentet: Shakes & Sounds (Geestgronden)
- 1991: The Ex & Guest Bimhuis 29/06/91
- 1991: Gerry Hemingway Quintet: Special Detail (hat ART), mit Ernst Reijseger, Mark Dresser, Michael Moore
- 1991: ICP Orchestra: Bospaadje Konijnehol I (Instant Composers Pool, rec. 1986–1991)
- 1991: ICP Orchestra: Bospaadje Konijnehol II (Instant Composers Pool, rec. 1990–1991)
- 1991: Vic Reeves: I Will Cure You (Sigh), mit Harry Beckett, Evan Parker, Tony Coe
- 1992: Sean Bergin & M.O.B.: Live at the Bimhuis (BV Haast Records)
- 1992: Misha Mengelberg & ICP Orchestra: Japan Japon (Instant Composers Pool)
- 1993: Gerry Hemingway Quintet: Demon Chaser (hat ART)
- 1993: Gerry Hemingway: Down to the Wire (HatHut Records), mit Mark Dresser, Michael Moore
- 1993: Ig Henneman Tentet: Dickinson (Wig)
- 1993: Butch Morris: Conduction #31, Angelica Festival Of International Music (New World)
- 1995: Maarten Altena: Working on Time (NM)
- 1995: Gerry Hemingway Quintet: The Marmalade King (hat ART), mit Ernst Reijseger, Mark Dresser, Michael Moore
- 1995: Gerry Hemingway Quintet: Slamadam (Random Acoustics)
- 1995: Albrecht Maurer Quartet Works (1995), mit Kent Carter, Achim Krämer
- 1996: Maarten Altena: Muziekpraktijk/Music & Practice (Donemus)
- 1996: Michiel Braam: Het Xijz Der Bik Bent Braam (BVHaast)
- 1997: Available Jelly: Happy Camp (Ramboy Recordings), mit Michael Moore, Eric Boeren, Ernst Glerum, Michael Vatcher, Tobias Delius
- 1997: Berlin Contemporary Jazz Orchestra: Live in Japan ’96 (DIW Records)
- 1997: Gerry Hemingway Quintet: Perfect World (Random Acoustics)
- 1997: Paul Termos Dubbel Expres/Paul Termos Tentet: Death Dance of Principles (Geestgronden)
- 1998: Cecil Taylor: Concrete (FMP, 1998), Cecil Taylor European Orchestra
- 1998: Theo Jörgensmann, Albrecht Maurer European Echoes mit Denis Colin, Benoît Delbecq, Christopher Dell, Bobo Stenson, Barre Phillips, Kent Carter, Klaus Kugel, 1999
- 1999: Sean Bergin’s Mob: Copy Cat (BV Haast Records)
- 1999: Bik Bent Braam: Zwart Wit Bimhuis Live 1999 (BV Haast Records), mit Rutger van Otterloo, Wilbert de Joode, Patrick Votrian, Eric Boeren, Joop Van Erven, Frank Nielander, Frans Vermeerssen, Hans Sparla, Eric Vloeimans, Peter Haex
- 1999: Gerry Hemingway Quintet. Waltzes, Two-Steps & Other Matters of the Heart (GM Recordings)
- 1999: ICP Orchestra: Jubilee Varia (hatOLOGY)

### 2000–2009
- 2000: Bik Bent Braam: 13 (BV Haast Records)
- 2000: No Can Do: Tomorrow's Paper (BVHaast), mit Frans Vermeerssen, Mischa Kool, Arend Niks
- 2001: Carl Ludwig Hübsch’s Longrun Development of the Universe (JazzHausMusik)
- 2001: Ex Orkest: Een Rondje Holland (Ex Records), mit Luc Ex, Hamish McKeich, Ernst Glerum, Wilbert de Joode, Michael Vatcher, Michael Moore
- 2001: Sonic Youth/ICP/The Ex: In the Fishtank 9 (Konkurrent)
- 2001: ICP Orchestra: Oh, My Dog (Instant Composers Pool)
- 2001: Frank Gratkowski Quartet: Kollaps (Red Toucan Records)
- 2002: Sonic Youth / I.C.P. / The Ex In the Fishtank 9 (Atomic/Konkurrent)
- 2002: Gerry Hemingway: Songs (Between the Lines)
- 2002: Albrecht Maurer Trio Works Movietalks (JazzHausMusik, 1999/2002), mit Benoît Delbecq
- 2002: Sean Bergin Mob Mobiel (DataRecords)
- 2003: Frank Gratkowski Quartet: Spectral Reflections (Leo Records)
- 2003: ICP Orchestra: Aan & Uit (Instant Composers Pool)
- 2003: Fay Victor: Lazy Old Sun (Greene Avenue, mit Anton Goudsmit, Jacko Schoonderwoerd, Pieter Bast)
- 2004: Frank Gratkowski Project: Loft Exil V (Leo Records), u. a. mit Dieter Manderscheid, Wilbert de Joode, Gerry Hemingway, Michael Vatcher, Tobias Delius, Herb Robertson
- 2004: Frank Gratkowski Quartet: Facio (Leo Records)
- 2005: Available Jelly: Bilbao Song (Ramboy)
- 2005: Bik Bent Braam: Growing Pains (BBB), u. a. mit Frank Gratkowski
- 2005: Carl Ludwig Hübsch’s Longrun Development of the Universe 2 – Is This Our Music? (Konnex Records, rec. 2002) mit Matthias Schubert
- 2005: Gerry Hemingway Quintet: Double Blues Crossing (Between the Lines), mit Kermit Driscoll, Amit Sen, Frank Gratkowski
- 2005: Achim Kaufmann/Moore/Dylan van der Schyff: Kamosc (Red Toucan)
- 2006: Sean Bergin’s Song Mob: Fat Fish (DATA Records)
- 2008: Carl Ludwig Hübsch's Longrun Development of the Universe: The Universe Is a Disk (Leo Records)
- 2009: Bik Bent Braam: Extremen (BBB), u. a. mit Frank Gratkowski, Carl Ludwig Hübsch
- 2009: ICP Orchestra: Live at the Bimhuis (Instant Composers Pool), mit Michael Moore, Ab Baars, Han Bennink, Misha Mengelberg, Tobias Delius, Thomas Heberer, Mary Oliver, Tristan Honsinger, Ernst Glerum,
- 2009: ICP Orchestra: ICP 049 (ICP)

### 2010–2021
- 2010: Carl Ludwig Hübsch’s Longrun Development of the Universe: The Creator Bend a Master Plan (Neos)
- 2010: ICP: !ICP! 50 (Instant Composers Pool)
- 2010: ICP Orchestra: ICP Orchestra (Instant Composers Pool)
- 2011: Available Jelly: Baarle Nassau Set 1 (Ramboy Recordings)
- 2011: Available Jelly: Baarle Nassau Set 2 (Ramboy Recordings)
- 2012: Boi Akih: Circles in a Square Society (Bromo, mit Monica Akihary, Niels Brouwer, Kim Weemhoff)
- 2012: Frank Gratkowski Quartet: Le vent et la gorge (Leo Records, rec. 2007/2011, mit Dieter Manderscheid, Gerry Hemingway)
- 2013: The Ex & Brass Unbound: Enormous Door (Ex), u. a. mit Ken Vandermark, Mats Gustafsson, Andy Moor, Terrie Hessels, Roy Paci
- 2013: Flex Bent Bram: Lucebert (mit Angelo Verploegen, Bart van der Putten, Oleg Hollmann, Tony Overwater, Joost Lijbaart)
- 2014: Hübsch Acht: Metal in Wonderland (Unit Records, mit Isabelle Duthoit, Joris Rühl, Matthias Schubert, Philip Zoubek, Joker Nies, Christian Lillinger)[3]
- 2014: ICP Orchestra: East of the Sun (ICP), mit Michael Moore, Ab Baars, Tobias Delius, Thomas Heberer, Mary Oliver, Guus Janssen, Tristan Honsinger, Ernst Glerum, Han Bennink
- 2015: The Ex at Bimhuis 1991–2015 (Kompilation)
- 2016: ICP (Instant Composers Pool) + Mattijs van de Woerd: Restless in Pieces (ICP), mit Thomas Heberer, Michael Moore, Ab Baars, Tobias Delius, Guus Janssen, Mary Oliver, Tristan Honsinger, Ernst Glerum, Han Bennink
- 2016: Michael Moore: Felix Quartet (Ramboy Recordings), mit Wilbert de Joode, Michael Vatcher
- 2017: Blue Lines Sextet: Live at the BIMhuis (Casco)
- 2018: Alexander von Schlippenbach, Globe Unity Orchestra: Globe Unity • 50 Years (Intakt Records)
- 2021: Simon Nabatov: No Kharms Done (Leo), mit Matthias Schubert, Jim Black, Phil Minton